# Isola della Laguna
L’Isola della Laguna è la più settentrionale delle Isole Léonie, situata all'ingresso di Ryder Bay sul lato sud-est dell'isola di Adelaide, in Antartide. Fu scoperto dalla spedizione antartica francese, 1908-10, sotto Jean-Baptiste Charcot. L'isola fu mappata dalla Spedizione britannica nella Terra di Graham  sotto John Rymill nel febbraio 1936 e fu così chiamata perché con l'isola sul lato ovest forma una laguna.